# Venturimetro

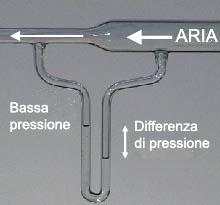
Tubo di Venturi

Il venturimetro o tubo di Venturi è uno strumento che serve a misurare la portata di una condotta. Questo strumento sfrutta l'effetto Venturi e prende il nome proprio dal fisico Giovanni Battista Venturi. Calcola la velocità istantanea del fluido partendo dalla relazione esistente tra questa grandezza e la pressione (illustrata dall'effetto Venturi). Dalla velocità è poi facile calcolare la portata volumetrica, essendo legate dalla relazione:
{\displaystyle Q=v\cdot A}
dove:
- Q è la portata volumetrica.
- v è la velocità
- A rappresenta l'area della sezione di condotta considerata..

## Composizione e utilizzo del venturimetro

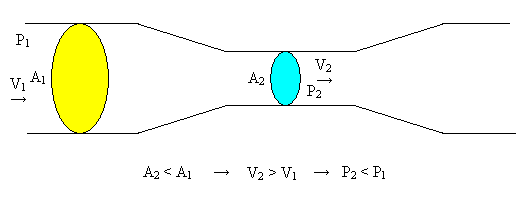
Esempio di diminuzione della pressione in un tratto di condotta che presenta un venturimetro

Il venturimetro si compone di due rami: il primo convergente (effusore) e l'altro divergente (diffusore). Questo strumento, attraverso una diminuzione della sezione della condotta, provoca l'accelerazione del fluido. Infatti, a causa della proporzionalità inversa che lega la velocità alla sezione della condotta, a portata costante una diminuzione della sezione provoca un aumento della velocità.
È importante, nella progettazione e costruzione di un venturimetro, fare molta attenzione ad evitare il fenomeno della cavitazione. La diminuzione di pressione all'interno della sezione contratta, infatti, non deve mai portare la pressione interna del liquido al di sotto della tensione di vapore del liquido stesso, perché la cavitazione può provocare notevoli danni alla condotta.
Per evitare questi problemi, i venturimetri sono costruiti per funzionare all'interno di una ben definita gamma di portate: se la portata è troppo piccola non si hanno valori accettabili in termini di approssimazione, se la portata è troppo grande si genera il fenomeno della cavitazione con le relative conseguenze negative.
Il venturimetro si compone anche di un manometro differenziale, che misura la differenza di pressione prima del tratto convergente e subito dopo, cioè nella sezione contratta della condotta.
Supponendo che il fluido sia incomprimibile, il tratto di condotta orizzontale, il flusso stazionario, l'integrazione dell'equazione di Bernoulli sulla medesima linea di flusso risulta:
{\displaystyle {\frac {1}{2}}\rho v_{1}^{2}+p_{1}={\frac {1}{2}}\rho v_{2}^{2}+p_{2}}
dove: v1 e v2 sono le velocità nella sezione 1 (prima del tratto convergente) e 2 (nella sezione contratta), p1 e p2 le pressioni nelle due sezioni, g rappresenta l'accelerazione di gravità e ρ la densità del liquido.
Da questa formula, naturalmente, si ha:
{\displaystyle {\frac {1}{2}}\rho \left(v_{1}^{2}-v_{2}^{2}\right)+p_{1}-p_{2}=0}
Da qui, conoscendo la relazione che lega la portata alla velocità, possiamo scrivere:
{\displaystyle {\frac {Q^{2}}{A_{1}^{2}}}-{\frac {Q^{2}}{A_{2}^{2}}}+2{\frac {p_{1}-p_{2}}{\rho }}=0}
Dove A1 e A2 sono le aree delle due sezioni considerate. È importante notare che alla portata Q non sono stati inseriti i pedici relativi alle due sezioni perché le due portate sono uguali per l'equazione di continuità. Se le due portate fossero diverse, infatti, significherebbe che una parte della massa sia stata immessa o espulsa (vedi teorema della divergenza) nel tratto compreso tra le due sezioni.
Da qui, tramite semplici passaggi matematici, definendo un parametro costante K, si arriva alla determinazione della portata Q:
{\displaystyle K={\frac {{\sqrt {2}}A_{1}A_{2}}{\sqrt {A_{1}^{2}-A_{2}^{2}}}}}
{\displaystyle Q=K{\sqrt {\frac {p_{1}-p_{2}}{\rho }}}}
Che per esteso, si può scrivere:
{\displaystyle Q={\frac {{\sqrt {2}}A_{1}A_{2}}{\sqrt {A_{1}^{2}-A_{2}^{2}}}}{\sqrt {\frac {p_{1}-p_{2}}{\rho }}}}

## Perdita energetica
Il tubo di Venturi è una strozzatura nel condotto in pressione, per la quale si hanno delle perdite di carico. Queste perdite di carico sono paragonabili a quelle presenti in un brusco allargamento di un circuito industriale. Le perdite di carico tra una sezione e l'altra sono:
{\displaystyle \Delta H={\frac {v_{1}^{2}-v_{2}^{2}}{2\cdot g}}}

### Dimostrazione

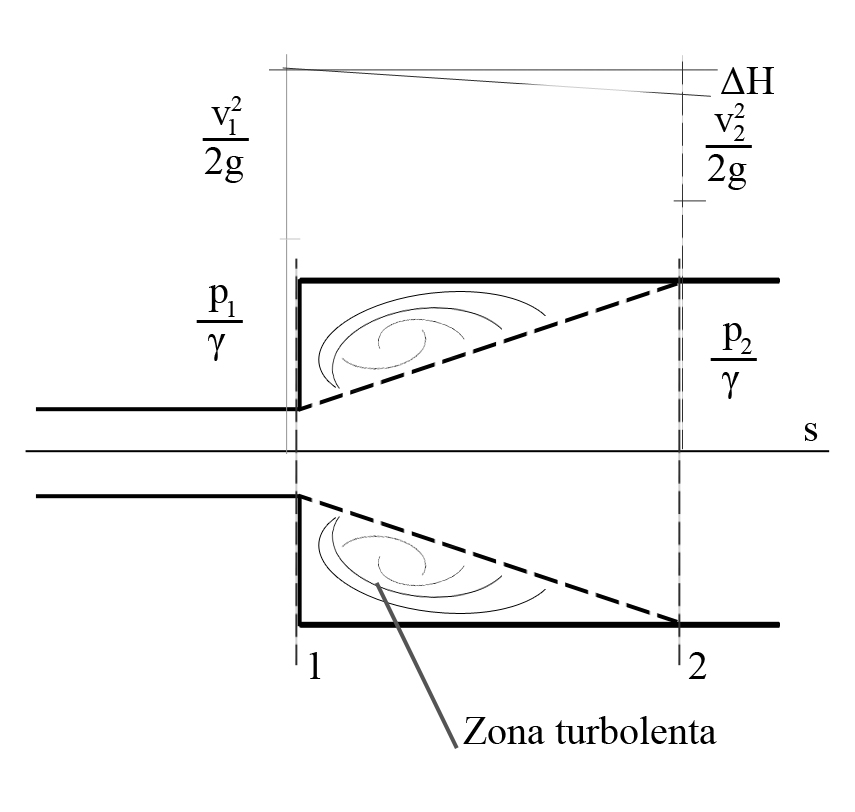
Brusco allargamento di una condotta che ha le stesse caratteristiche di un tubo di Venturi quando si riallarga la sezione.

Si considera il principio della quantità di moto:
{\displaystyle {\bar {G}}+{\bar {\Pi }}={\bar {m}}_{2}-{\bar {m}}_{1}}
Dove:
- G rappresenta le forze gravitazionali che non si considerano = 0
- {\displaystyle {\bar {\Pi }}=p_{1}\cdot A_{1}+p_{1}\cdot (A_{2}-A_{1})-p_{2}\cdot A_{2}}
- {\displaystyle m_{2}=\rho \cdot Q\cdot v_{2}}
- {\displaystyle m_{1}=\rho \cdot Q\cdot v_{1}}

Che diventa:
{\displaystyle p_{1}\cdot A_{1}+p_{1}\cdot (A_{2}-A_{1})-p_{2}\cdot A_{2}=\rho \cdot Q\cdot v_{2}-\rho \cdot Q\cdot v_{1}}
{\displaystyle p_{1}\cdot A_{1}+p_{1}\cdot (A_{2}-A_{1})+\rho \cdot Q\cdot v_{1}=p_{2}\cdot A_{2}-\rho \cdot Q\cdot v_{2}}
Sapendo che:
{\displaystyle Q=A_{2}\cdot v_{2}}
{\displaystyle p_{1}\cdot A_{2}+\rho \cdot A_{2}\cdot v_{2}(v_{1}-v_{2})-p_{2}\cdot A_{2}=0}
{\displaystyle p_{2}-p_{1}=\rho \cdot v_{2}\cdot (v_{1}-v_{2})}
Scrivendo la differenza dell'energia come differenza dell'equazione di Bernoulli:
{\displaystyle \Delta H=H_{2}-H_{1}=z_{1}+{\frac {p_{1}}{\gamma }}+{\frac {v_{1}^{2}}{2g}}-z_{2}-{\frac {p_{2}}{\gamma }}-{\frac {v_{2}^{2}}{2g}}}
Ma consideriamo il dislivello nullo, quindi possiamo scrivere:
{\displaystyle {\frac {p_{1}-p_{2}}{\gamma }}+{\frac {v_{1}^{2}-v_{2}^{2}}{2g}}=0}
Sapendo che dall'equazione globale dell’equilibrio idrodinamico in condizioni di moto permanente si ha {\displaystyle p_{1}-p_{2}=\rho \cdot v_{2}(v_{2}-v_{1})} e che {\displaystyle \gamma =\rho g} ne segue:
{\displaystyle {\frac {2}{2}}\cdot {\frac {\rho \cdot v_{2}(v_{2}-v_{1})}{\rho g}}+{\frac {v_{1}^{2}-v_{2}^{2}}{2g}}=0}
{\displaystyle {\frac {1}{2g}}\cdot (-2\cdot v_{2}\cdot v_{1}+2\cdot v_{2}^{2}+v_{1}^{2}-v_{2}^{2})={\frac {(v_{1}-v_{2})^{2}}{2g}}=\Delta H}
Quest'ultima è conosciuta anche come formula di Borda.